# الاكيم (بعدان)

تعديل مصدري - تعديل

الاكيم محلة تابعة لقرية المناوب، التابعة لعزلة الحرث بمديرية بعدان إحدى مديريات محافظة إب في الجمهورية اليمنية، بلغ تعداد سكانها 90 حسب تعداد اليمن لعام 2004.